# Пандозия (Брутиум)
Вижте пояснителната страница за други значения на Пандозия.
Пандозия (Pandosia; на гръцки: Πανδοσία) е древен град в Брутиум (днес Калабрия).
Градът е бил древногръцка колония в днешна Италия.
Александър I, царят на Епир е убит 331 пр.н.е. при битка близо до Пандозия при неочаквано нападение от съюзниците му луканите и брутите от един от Брутиум.